# Carex alata
Carex alata är en halvgräsart som beskrevs av John Torrey. Carex alata ingår i släktet starrar, och familjen halvgräs. Inga underarter finns listade i Catalogue of Life.